# Домартен Варимон
Домартен Варимон (фр. Dommartin-Varimont) насеље је и општина у североисточној Француској у региону Шампањ-Арден, у департману Марна која припада префектури Сент Манеу.
По подацима из 2011. године у општини је живело 139 становника, а густина насељености је износила 5,89 становника/km². Општина се простире на површини од 23,6 km². Налази се на средњој надморској висини од 158 метара.

## Демографија
| 1962. | 1968. | 1975. | 1982. | 1990. | 1999. | 2011. |
| ----- | ----- | ----- | ----- | ----- | ----- | ----- |
| 153   | 165   | 148   | 133   | 119   | 125   | 139   |

График промене броја становника у току последњих година